# I See Stars
I See Stars é uma banda estadunidense de electronicore formada em 2006 em Warren, Michigan. A banda atualmente é composta pelo vocalista Devin Oliver, o guitarrista Brent Allen, o tecladista e co-vocalista Andrew Oliver e o baixista Jeff Valentine.
O seu álbum de estréia, 3-D, apresentou uma aparição de Bizzy Bone do Bone Thugs-n-Harmony. O álbum alcançou a posição de nº 176 na Billboard 200. Seu segundo álbum, The End of the World Party, foi lançado em 22 de fevereiro de 2011. O terceiro álbum de estúdio Digital Renegade, foi lançado em 13 de março de 2012. Digital Renegade demonstra uma mudança de estilo, com um estilo musical mais agressivo e voltado ao metalcore do que seus álbuns anteriores. O quarto álbum New Demons foi lançado em 22 de outubro de 2013. Treehouse é o quinto álbum da banda e foi lançado em 17 de junho de 2016, também é o primeiro álbum de estúdio sem a presença do vocalista e tecladista Zach Johnson e o guitarrista Jimmy Gregerson.

## Hístória

### Green Light Go!(2006–2008)
A banda foi formada oficialmente em 2006.
O grupo lançou seu primeiro EP Go Green Light! em 2007 e várias demos, incluindo um EP auto-intitulado, antes de assinar com a gravadora Sumerian Records em 2008.

### 3-D(2008–2009)
I See Stars gravou seu álbum de estréia  3-D , em 2008, Chango Gridlock Studios, em Orlando, na Flórida com o produtor Cameron Mizell. O álbum contou com Zach Johnson como vocalista e tecladista , que deixou a banda logo após o lançamento do álbum em 14 de abril de 2009. A banda ganhou Chris Moore, ex- We Came As Romans e um vendedor de merchandising do grupo, para participar como o novo vocalista e tecladista.
Em agosto de 2008, I See Stars embarcou na segunda edição anual "Artery Foundation Across the Nation", estrelado pelo Emarosa com os adeptos Our Last Night, In Fear and Faith, Burden of a Day e Broadway. No final de 2009, I See Stars terminou em turnê com Attack Attack!, Breathe Carolina e Asking Alexandria.

### A partida de Moore, o retorno de Johnson eThe End of the World Party(2010)
Em 14 de junho de 2010 o tecladista da banda / screamer Chris Moore anunciou sua saída da banda, citando "diferenças artísticas". I See Stars anunciou oficialmente em um blog em seu MySpace chamado "Real Talk" que o ex-membro da I See Stars Zach Johnson voltou a se juntou à banda e se juntou a eles na Warped Tour 2010.
O grupo entrou no estúdio em maio de 2010 para começar a escrever e gravar seu segundo álbum  de estúdio chamado The End of the World Party com suméria Records e o  produtor de 3-D  Cameron Mizell.
Eles Tocaram no  Vans Warped Tour de 24 junho - 18 julho de 2010.  Sua página no MySpace também afirmou que estaria em Detroit, Michigan, 30 de julho para o leg of the Warped Tour , embora não confirmada no site da Warped Tour. O grupo é esperado para estar no estúdio antes de embarcar no 2010 Warped Tour . A banda também foi confirmada para Soundwave 2011 na Austrália.
A banda lançou uma prévia do segundo álbum de sua faixa título, "The End of the World Party", em 4 de novembro de 2010 à Sumerian Records. Eles tocaram a música em vários shows ao vivo em 2010. A versão completa da música foi lançada para o iTunes em 7 de dezembro de 2010.Predefinição:Carece de fonted

### Digital Renegade(2011-2012)
Em uma entrevista recente, a banda declarou que eles começaram a gravar um novo álbum em setembro de 2011. O novo ábum foi produzido por Joey Sturgis.
Em um vídeo comercial para a turnê da banda, foi anunciado que o terceiro álbum seria lançado em 13 de março de 2012, com o título do álbum confirmado para ser Digital Renegade.
O primeiro single foi finalizado em 17 de Janeiro chamado "Filth Friends Unite". O segundo single, "NZT48", foi lançado no YouTube em 23 de Fevereiro. A música foi lançada ao iTunes em 28 de Fevereiro.
O álbum completo foi lançado em 14 de março de 2012. Um novo single, intitulado "The Hardest Mistakes", foi lançado em 09 de outubro de 2012 com a participação de Cassadee Pope. Trata-se de um remix da música "Electric Forest".
I See Stars está agora dando suporte à Asking Alexandria na Monster Outbreak Tour juntamente com As I Lay Dying, Memphis May Fire e Attila.

### Renegades Forever e New Demons (2013-2015)
A banda está atualmente escrevendo para o seu quarto álbum de estúdio, New Demons, que poderia ser lançado por volta do verão 2013. Foi confirmado que Joey Sturgis será novamente o produtor para seu próximo álbum. A banda mais tarde anunciou que gravou uma música "mais pesada" com o vocalista Frank Palmeri da banda Emmure e Mattie Montgomery da banda For Today. Essa música, "Can We Start Again", foi lançada no YouTube no dia 12 de maio de 2013.
"Can We Start Again" com o vocalista Frank Palmeri da banda Emmure e Mattie Montgomery da banda For Today. As origens da música "começaram como uma b-side do nosso álbum anterior e evoluiu para muito mais do que isso. Com a ajuda da Sumerian Records e os nossos amigos Frankie Palmeri e Mattie Montgomery, tornou-se sobre uma cena que é muito parecida com os corredores que descemos como adolescentes. Usamos as letras icônicas de uma canção por Bane que mudaram a cena antes de bandas como a nossa que estavam mesmo ao redor e ainda ocupa um lugar em muitos corações. Estamos todos aqui para nos conectar através da música e de fazer parte de um movimento que abraça mentes abertas e corações abertos. Infelizmente, algumas pessoas optam por prosperar a negatividade, desunião e narcisismo. Essa música vai para todos os nossos colegas e amigos que vivem na estrada fazendo isso a cada ano, mas o mais importante para todos os fãs que tornam tudo isso possível. Esta não é uma canção do próximo álbum. É o capítulo final do álbum [digital_renegade] e a faixa de abertura para o nosso mixtape digital intitulado "Renegades Forever".
Em 17 de junho de 2013, a Alternative Press publicou uma estreia exclusiva em seu site o primeiro single do novo álbum "New Demons" intitulado "Violent Bounce (People Like ¥øμ)". A data de lançamento do New Demons foi redefinida para 17 de setembro e novamente mudada para 22 de outubro.
Na Warped Tour 2013, a banda começou a tocar uma nova canção inédita no palco. A canção foi revelada ser "Ten Thousand Feet" e estará presente no próximo álbum "New Demons". Em 24 de setembro à meia-noite, a banda lançou o segundo single do álbum intitulado "Murder Mitten". O single foi lançado junto com um vídeo lírico no youtube. Algumas semanas depois, I See Stars lançou o auto-intitulado single do álbum chamado New Demons.

### Phases, saída de Zach e Jimmy e quinto álbum (2015–presente)
Em 31 de Julho, a banda anunciou seu mais novo lançamento, Phases, um álbum centrado em reimaginar as canções lançadas anteriormente com versões acústicas, estilo simples. A banda gostaria também de incluir quatro músicas cover na sua lista.
Em 23 de dezembro de 2015, o grupo revelou em sua página no Facebook que o tecladista e vocalista Zach e o guitarrista rítmico Jimmy haviam se separado da banda em junho. Em seus perfis respectivos no Instagram, os dois músicos disseram, contudo, que foram convidados a sair do então sexteto, mas que não desejam nada de ruim para os ex-companheiros.
O quinto álbum da banda, denominado Treehouse, foi lançado em 17 de junho de 2016, também pela gravadora Sumerian Records. Conta com 12 faixas novas.

## Integrantes
Formação atual
- Devin Oliver – vocal (2006–presente)
- Jeff Valentine – baixo (2006–presente)
- Brent Allen – guitarra principal (2006–presente)
- Andrew Oliver – bateria (2006-presente)

Ex-Integrantes
- Jimmy Gregerson – guitarra base (2006-2015)
- Zach Johnson – vocal gutural, sintetizador, teclado (2006–2009; 2010–2015)
- Chris Moore – vocal gutural, sintetizador, teclado (2009–2010)

Linha do tempo

## Discografia
Álbums de estúdio
| Ano  | Título                     | Gravadora        | Posição | Posição | Posição |
| Ano  | Título                     | Gravadora        | Top 200 | US Heat |         |
| ---- | -------------------------- | ---------------- | ------- | ------- | ------- |
| 2009 | 3-D                        | Sumerian Records | 176     | 5       |         |
| 2011 | The End of the World Party | Sumerian Records | 144     | 1       |         |
| 2012 | Digital Renegade           | Sumerian Records | 45      | —       |         |
| 2013 | New Demons                 | Sumerian Records | 28      | —       |         |
| 2016 | Treehouse                  | Sumerian Records | 93      | —       |         |
| 2018 | Treehouse (Acoustic)       | Sumerian Records | —       | —       |         |

### Álbuns remixados
| Ano  | Título               | Gravadora        | Posição | Posição | Posição |
| Ano  | Título               | Gravadora        | Top 200 | US Heat |         |
| ---- | -------------------- | ---------------- | ------- | ------- | ------- |
| 2013 | Renegades Forever    | Sumerian Records | —       | —       |         |
| 2015 | New Demons (Remixes) | Sumerian Records | —       | —       |         |
| 2015 | Phases               | Sumerian Records | —       | —       |         |

Singles
| Ano  | Título                                       | Álbum                      |
| ---- | -------------------------------------------- | -------------------------- |
| 2009 | "What This Means to Me"                      | 3-D                        |
| 2010 | "3-D"                                        | 3-D                        |
| 2010 | "The Common Hours"                           | 3-D                        |
| 2010 | "The End of the World Party"                 | The End of the World Party |
| 2011 | "Wonderland"                                 | The End of the World Party |
| 2012 | "Filth Friends Unite"                        | Digital Renegade           |
| 2012 | "NZT48"                                      | Digital Renegade           |
| 2012 | "The Hardest Mistakes" (feat. Cassadee Pope) | Electric Forest remix      |
| 2013 | "Can We Start Again"                         | "Renegades Forever"        |
| 2013 | "Violent Bounce (People Like You)"           | "New Demons"               |
| 2013 | "Murder Mitten"                              | "New Demons"               |
| 2013 | "New Demons"                                 | "New Demons"               |
| 2015 | "Murder Mitten (Raw & Unplugged)"            | Phases                     |
| 2016 | "Mobbin' Out"                                | Treehouse                  |
| 2016 | "Break"                                      | Treehouse                  |
| 2016 | "Running with Scissors"                      | Treehouse                  |

EPs
- Green Light Go! (auto-lançado, 2007)
- I See Stars (auto-lançado, 2008)
- Renegades Forever (Sumerian Records, 2013)

## Videografia
| Title                        | Ano  | Diretor          | Álbum                      |
| ---------------------------- | ---- | ---------------- | -------------------------- |
| "What This Means to Me"      | 2009 | Robby Starbuck   | 3-D                        |
| "3-D"                        | 2010 | Spence Nicholson | 3-D                        |
| "The Common Hours"           | 2010 | Andrew Pulaski   | 3-D                        |
| "The End of the World Party" | 2011 | Scott Hansen     | The End of the World Party |
| "Wonderland"                 | 2011 | Bryce Hall       | The End of the World Party |
| "Glow"                       | 2011 | Joe Dietsch      | The End of the World Party |
| "NZT48"                      | 2012 | Casey Watson     | Digital Renegade           |
| "Filth Friends Unite"        | 2012 | Frankie Nasso    | Digital Renegade           |
| "Murder Mitten (Phases)"     | 2015 | Ramon Boutviseth | Phases                     |